# Pragmata
 (février 2014).
Si vous disposez d'ouvrages ou d'articles de référence ou si vous connaissez des sites web de qualité traitant du thème abordé ici, merci de compléter l'article en donnant les références utiles à sa vérifiabilité et en les liant à la section « Notes et références ».
Les pragmata sont les affaires humaines chez Aristote.
« Pour comprendre les affaires humaines (les pragmata), force est de s'exiler hors de l'empire des signes pour aborder au pauvre royaume de l'objet, "des machines inhumaines"» Régis Debray Histoire des 4 M Cahiers de médiologie no 6 p. 11 1998 

## Classer les affaires humaines
Un des soucis d’Aristote est de classer d’une part ce qu’il observe dans la nature, d’autre part les affaires humaines.
Aujourd’hui, la classification des pragmata est induite par les pratiques de recherche. Pour le sens commun, la pensée humaine est l’objet de la psychologie et de la psychanalyse, les comportements et pratiques de groupe l’objet de la psycho-sociologie, et les pratiques sociales l’objet de la sociologie.
En fait, il n’en est rien. En particulier une affaire humaine « globale » peut être regardée par plusieurs disciplines. Par exemple une pratique sociale comme la réalisation d’une encyclopédie en ligne peut être regardée par différentes disciplines. Le sociologue regardera ce que cela change au niveau des grands groupes humains. Le psychosociologue s’intéressera à telle « bande de contributeurs » - par exemple ceux qui interviennent sur les articles de biologie, de moto ou d’histoire des religions. Le psychologue se penchera par exemple sur le « gain narcissique » du contributeur.
Parmi les pragmata on peut donc distinguer différentes catégories. Par exemple les pratiques sociales, pratiques de groupe, pratiques individuelles, pensées, perceptions, pratiques religieuses, pratiques d’écriture et de lecture, pratiques de médiation et de médiatisation.
On voit à travers ces exemples combien il est difficile de préciser les sous-catégories de la catégorie pragmata, puis les sous-sous- catégories, etc.
Il existe de nombreux systèmes « officiels » de classification qui proposent un ordre pour les pragmata.
Souvent des questions d’opinion, de doxa, viennent interférer avec l’activité de classification des pragmata que l’on pourrait penser « objective ».
Par exemple tel système américain va classer la programmation neuro-linguistique parmi les disciplines scientifiques tandis que cette même PNL est qualifiée de « secte » par certains auteurs en France.

## Considérer à nouveau l’ensemble des pragmata
À partir du projet philosophique de Descartes, radicalisé par Auguste Comte qui a séparé l'étude des « affaires humaines » en différentes disciplines, les pragmata sont, d'une certaine manière, « restées en plan » en tant qu’objet (philosophie) de réflexion dans son ensemble.
Dans le monde du XXIe siècle, un certain nombre de chercheurs constatent qu'il est nécessaire de considérer à nouveau les systèmes - le système humain, la nature, etc. - dans leur environnement et leur globalité.
Voir holisme et globalisme.
René Dubos a ainsi introduit la formule : « Agir local, penser global ».
Par exemple, l'empreinte écologique est aujourd'hui estimée par les écologues à l'échelle de la Terre, ou au mieux par continent, ou bien par sources d'énergie, par des moyens empiriques, de sorte qu'il est difficile d'en faire une estimation précise pour un système donné.
Des aspects en particulier quantitatifs, empêchent de faire la synthèse de tous les concepts développés dans toutes les disciplines sur tous les pragmata. Il s'ensuit la nécessité d'inventer de nouvelles approches - par exemple multiréférentielles - qui permettent de considérer les pragmata à la fois dans leurs transversalités et dans des dimensions suffisamment spécifiques pour produire un discours positif (et non positiviste) abordable.